# Air India
Air India Limited (хинди एअर इंडिया) — авиакомпания, флагманский перевозчик Индии, осуществляющая пассажирские и грузовые авиаперевозки внутри страны и за её пределами. Авиакомпания принадлежит государству, управляется National Aviation Company of India Limited, созданной в 2007 году для содействия слиянию Air India с Indian Airlines. Главными хабами авиакомпании являются международный аэропорт имени Чатрапати Шиваджи в Мумбаи и международный аэропорт имени Индиры Ганди в Дели. После прекращения полётов авиакомпаний Jet Airways и Kingfisher Airlines Air India вышла на первое место по авиаперевозкам, с долей рынка 20 %.

## История

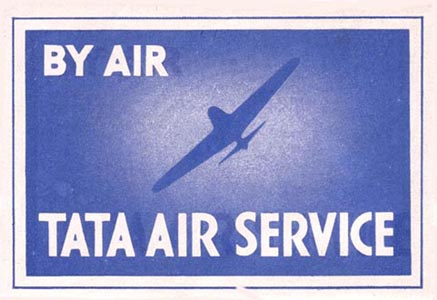
Реклама Tata Air

### Становление авиакомпании
Air India была создана Джехангиром Тата в 1932 году как Tata Airlines, подразделение Tata Sons Ltd. (сегодня — Tata Group). 15 октября 1932 года Дж. Р. Д. Тата совершил полёт в качестве пилота на одномоторном De Havilland Puss Moth, перевозящем почту (авиапочта Imperial Airways) из Карачи в Бомбей через Ахмедабад. Далее самолёт следовал в Мадрас через Беллари, на этом участке самолёт пилотировал бывший пилот Королевских ВВС Невилл Винтсент.
После окончания Второй мировой войны авиасообщение в Индии было возобновлено и Tata Airlines стала первой публичной компанией. 29 июля 1946 года она стала называться Air India. В 1948 году, после провозглашения независимости Индии, доля в 49 % в авиакомпании была приобретена правительством Индии с опционом на приобретение ещё 2 %. В результате авиакомпания получила статус флагманского перевозчика и назначения на международные маршруты, новым названием компании стало Air India International. 8 июня 1948 года самолёт Lockheed Constellation L-749A с собственным названием Принцесса Малабара и регистрационным номером VT-CQP совершил рейс из Бомбея в Лондон через Каир и Женеву. Это был первый дальнемагистральный международный рейс авиакомпании, которая вскоре в 1950 году открыла рейс в Найроби через Аден.
1 августа 1953 года правительство Индии приняло решение приобрести контрольный пакет во флагманском перевозчике и было создано предприятие Air India International Limited, что было этапом национализации авиаиндустрии Индии. В это же время некоторые внутренние рейсы были переданы Indian Airlines. В 1954 году авиакомпания получила свои первые самолёты Lockheed L-1049 Super Constellation и открыла рейсы в Сингапур, Бангкок, Гонконг и Токио.

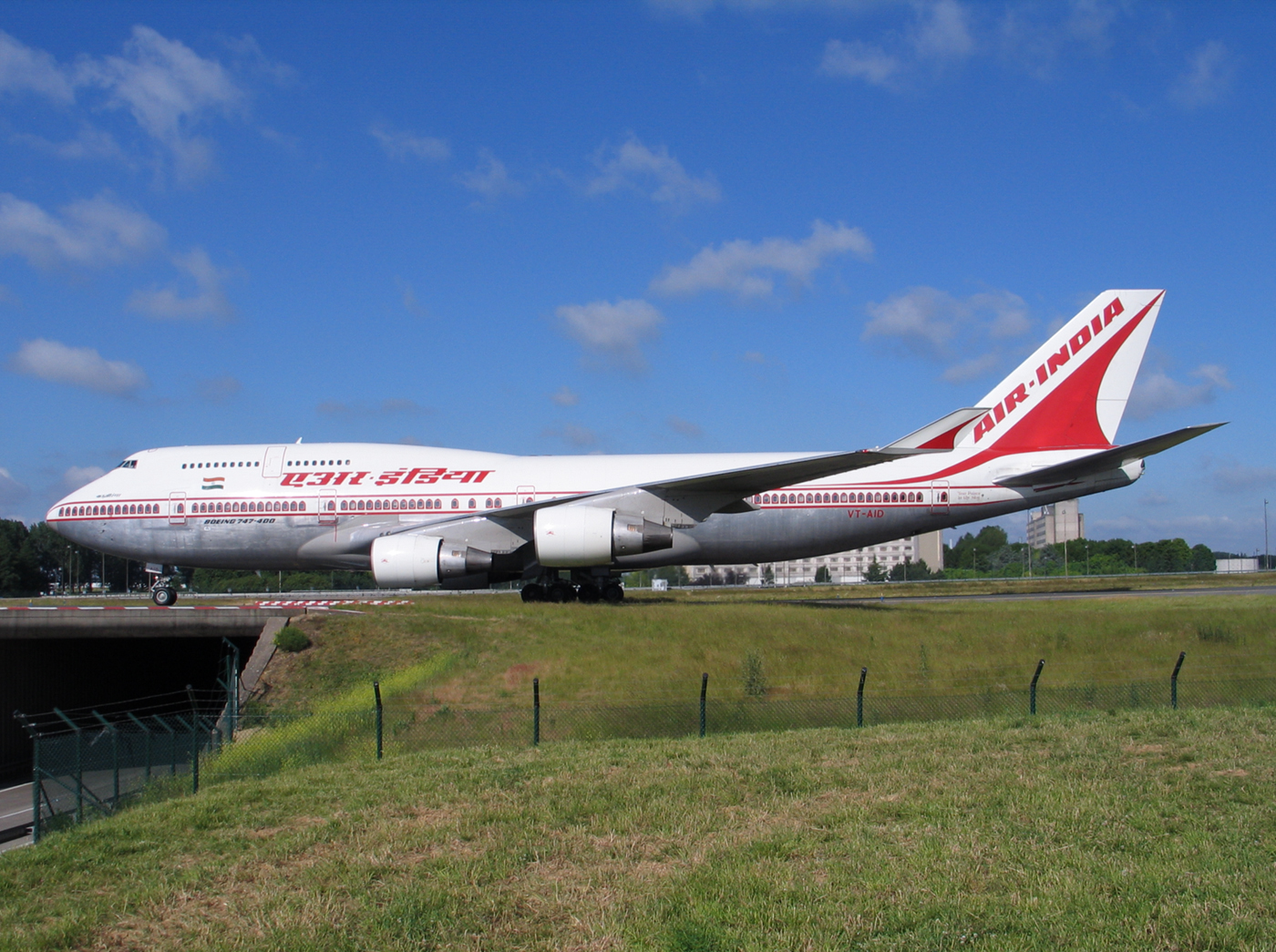
Boeing 747-4B5 в ливрее 1970—2007

Air India International вошла в эру реактивных самолётов в 1960 году, получив свой первый Boeing 707, который получил имя Нандадеви и регистрационный номер VT-DJJ. Рейсы на реактивном самолёте в Нью-Йорк через Лондон начались в мае 1960 года. 8 июня 1962 года авиакомпания получила название Air India. 11 июня 1962 года Air India стала первой в мире авиакомпанией, имеющей только реактивные самолёты.

### Развитие авиакомпании
В 1970 году Air India перевела свой офис в пригород Бомбей. В следующем году авиакомпания получила первый Boeing 747-237B, получивший название Император Ашока и регистрационный номер VT-EBD (позже этот самолёт разбился 1 января 1978 года в Аравийском море). Одновременно с этим появился девиз «Дворец в небе» и новая ливрея. Особенность этой ливреи — окраска вокруг каждого окна самолёта в стиле арочных окон индийских дворцов. В 1986 году Air India получила Airbus A310-304; авиакомпания стала крупнейшим оператором пассажирских самолётов этого типа. В 1988 году Air India получила два Boeing 747-337M в смешанной грузопассажирской конфигурации. В 1989 году в свою ливрею «Летающий дворец» Air India ввела «солнце» , эта ливрея была белой с золотым солнцем на красном хвосте. В новую ливрею перекрасили только половину флота Air India — пассажиры были недовольны переменой и им больше нравились классические цвета. Через два года на все самолёты была возвращена старая ливрея. После этого Air India избегала радикально менять цветовую схему, внося лишь незначительные изменения.

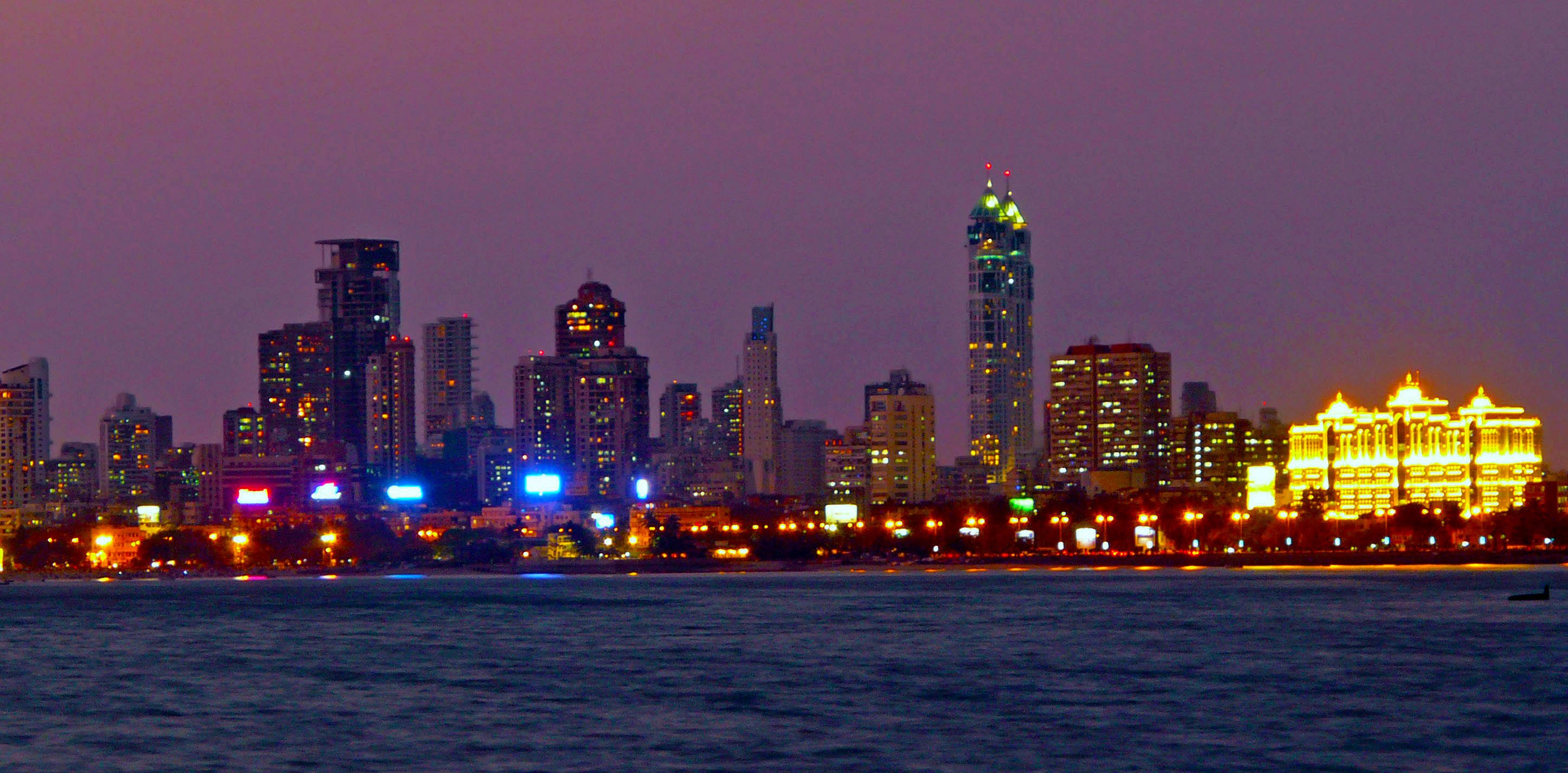
Здание Air India в Мумбаи

В 1993 году Air India получила новый флагман своего флота — Boeing 747-437, получивший имя Конарк и регистрационный номер VT-ESM, который совершил первый в истории беспосадочный перелёт между Нью-Йорком и Дели. В 1994 авиакомпания была перерегистрирована как Air India Ltd. В 1996 году начались рейсы из ещё одного аэропорта США, О’Хара в Чикаго. В 1999 году авиакомпания открыла собственный терминал 2-C в только что переименованном Международном аэропорту имени Чатрапати Шиваджи в Мумбаи.
В 2000 году Air India открыла новые маршруты в Шанхай, Лос-Анджелес и Ньюарк. В мае 2004 года Air India запустила проект своей лоукост, названной Air India Express. Air India Express стала соединять аэропорты Индии между собой и с Ближним Востоком и Юго-восточной Азией. Air India увеличила количество международных рейсов, открыв рейсы из Ахмедабада, а также открыла международные рейсы из Бангалора и Хайдарабада.

Направления Air India включая соглашения со Star Alliance

8 марта 2004 года, в Международный женский день, авиакомпания совершила рейс «Только для женщин» из Мумбаи в Сингапур. Пилотировали самолёт Airbus A310 Рашми Миранда (первая женщина-пилот Air-India) и Кшмата Баджпай.
В 2007 году правительство приняло решение о слиянии Air India с Indian Airlines. В процессе слияния была создана компания National Aviation Company of India Limited (или NACIL), в которую вошла Air India вместе с Air India Express и Indian Airlines (вместе с Air India Regional). На данный момент слияние завершено, новая авиакомпания — которая продолжает называться Air India — также имеет штаб-квартиру в Мумбаи.
13 декабря 2007 года Star Alliance отправил приглашение Air India стать его членом. 11 июля 2014 года Air India стала 27-м членом Star Alliance.
В октябре 2016 года Air India установила мировой рекорд по самому длительному беспосадочному перелёту из Дели в Сан-Франциско через Тихий океан, преодолев 15300 км за 14,5 часов.
В феврале 2023 году в связи с модернизацией флота и расширении маршрутной сети AirIndia разместила заказ на 470 самолётов компаний Boeing и Airbus. Контракт с Boeing составляет 34 миллиарда долларов США, который включает поставку 190 самолётов Boeing 737 MAX, 20 самолётов Boieng 787-10, 10 самолётов Boeing 777X. Контракт с Airbus предполагает 40 самолётов Airbus A350 XWB.

## Подразделения
У Air India есть два подразделения:

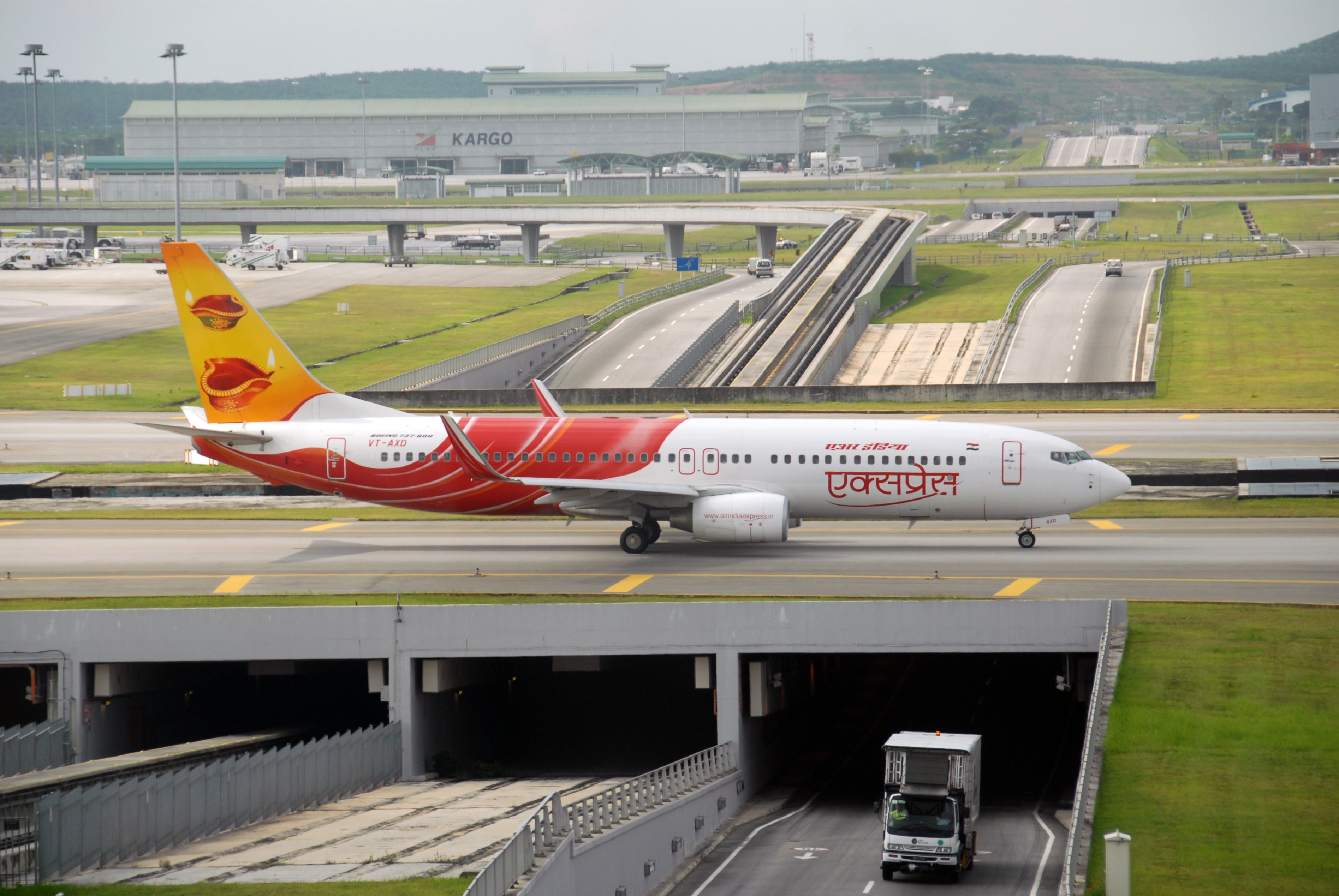
Air India Express (В Международном аэропорту Куала-Лумпур, Малайзия)

- Air India Cargo, грузовое подразделение авиакомпании.
- Air India Express работает под кодом IATA IX

## Направления

### Местное направление
Амритсар, Ахмадабад, Нагпур, Ченнаи, Лакхнау, Хайдарабад, Мумбаи, Пуна, Бангалор, Импхал, Сринагар, Гоа, Ранчи, Джайпур, Чандигарх, Калькутта, Кочин, Индор, Патна, Гувахати, Вадодара, Виджаявада, Тируванантапура, Бхубанешвар, Тиручирапалли, Аураннабад, Вишакхапатнам, Порт-Блэр, Бхопал, Лех, Коямпуттур, Тирупати, Джодхпур

### Австралия
Мельбурн, Сидней

### Азия
Мале, Катманду, Дубай, Коломбо, Маскат, Сингапур, Доха, Сеул, Кинг Фахд, Эр-Рияд, Бангкок, Джидда, Тель-Авив, Эль-Кувейт, Манама, Токио

### Европа
Стокгольм, Рим, Лондон Хитроу, Париж, Франкфурт-на-Майне, Вена, Бирмингем

### Северная Америка
Вашингтон, Нью-Йорк, Чикаго, Сан-Франциско, Торонто, Ванкувер

## Флот
В августе 2021 года флот Air India состоял из 113 самолётов, средний возраст которых 10,3 лет:
| Самолёт          | Количество | Заказы | Классы        | Классы        | Классы        | Классы        | Примечание |
| Самолёт          | Количество | Заказы | Первый        | Бизнес        | Эконом        | Всего         | Примечание |
| ---------------- | ---------- | ------ | ------------- | ------------- | ------------- | ------------- | --- |
| Airbus A319-100  | 18         | —      | —             | 8             | 114           | 122           | Один борт носит имя Mahatma Gandhi                                                                                                |
| Airbus A319-100  | 18         | —      | —             | —             | 144           | 144           | Один борт носит имя Mahatma Gandhi                                                                                                |
| Airbus A320-200  | 9          | —      | —             | —             | 168           | 168           | Один борт носит имя Mahatma Gandhi Один борт в ливреи Star Alliance                                                               |
| Airbus A320-200  | 9          | —      | —             | 12            | 138           | 150           | Один борт носит имя Mahatma Gandhi Один борт в ливреи Star Alliance                                                               |
| Airbus A320neo   | 27         | —      | —             | 12            | 150           | 162           | |
| Airbus A321-200  | 14         | —      | —             | 12            | 170           | 182           | Поставки с 2023 года |
| Airbus A321neo   | —          | 4      | не определены | не определены | не определены | не определены | |
| Airbus A350 XWB  | —          | 40     | не определены | не определены | не определены | не определены | 4 самолёта ожидаются с 2023 года, первоначально заказан для Аэрофлот                                                              |
| Boeing 777-200LR | 5          | —      | 8             | 35            | 195           | 238           | Один борт носит имя Mahatma Gandhi Один борт в ливреи Star Alliance Один борт в ливреи Celebrating India                          |
| Boeing 777-300ER | 13         | 2      | 4             | 35            | 303           | 342           | Один борт в ливреи Star Alliance Один борт в ливреи Celebrating India                                                             |
| Boeing 787-8     | 27         | —      | —             | 18 18         | 238 241       | 256 259       | Один борт в ливреи Star Alliance Один борт в ливреи Celebrating India Один борт назван в честь Guru Nanak — 550 Years Celebration |

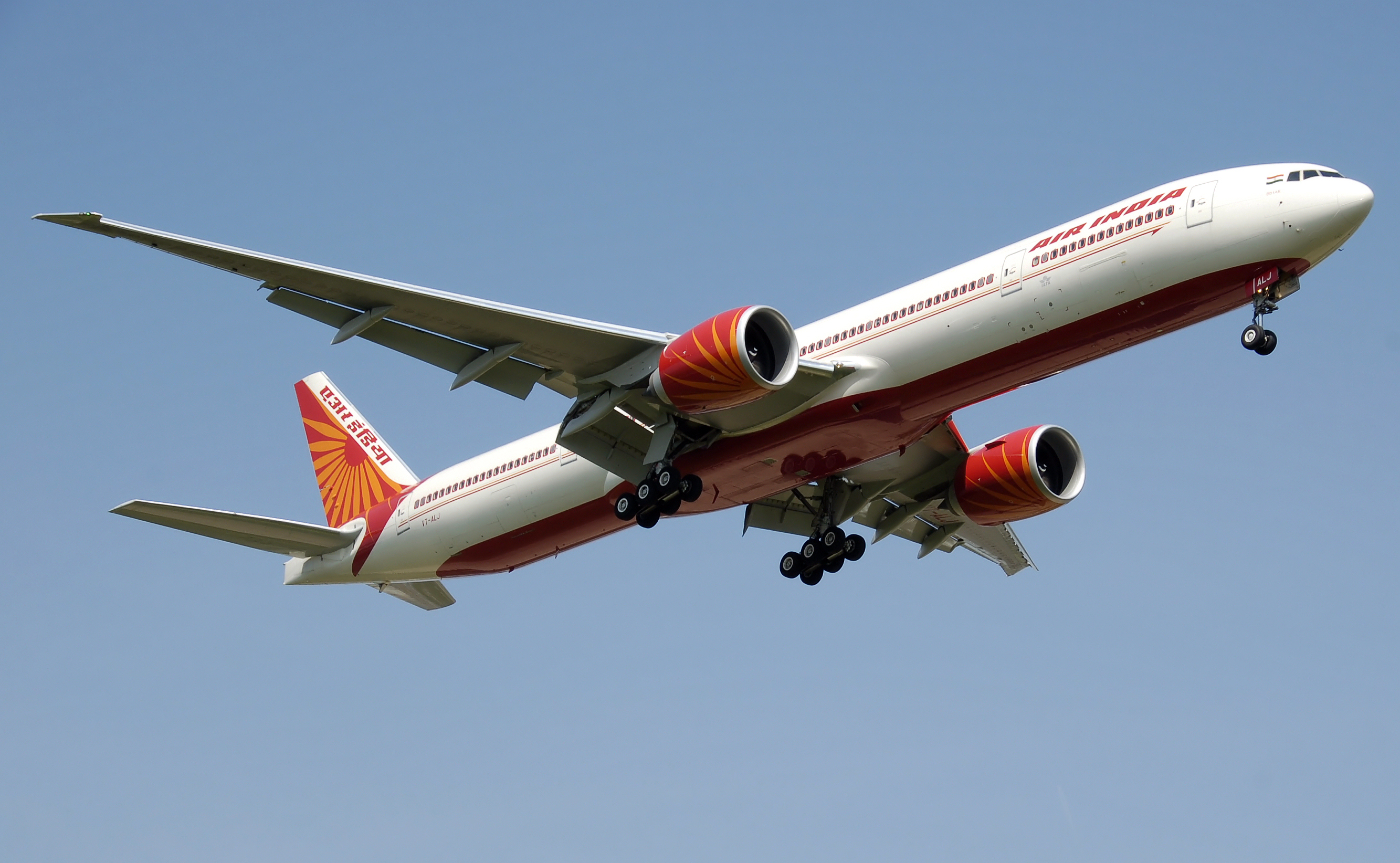
Boeing 777-337ER на взлёте

| Всего            | 113        | 9      |               |               |               |               | |

### Выведены из эксплуатации
- Airbus A300 — 5 самолётов
- Airbus А310 — 28 самолётов
- Airbus A319 — 6 самолётов
- Airbus A320 — 38 самолётов
- Airbus A330 — 2 самолёта
- Boeing 737 — 5 самолётов
- Boeing 747 — 31 самолёт
- Boeing 757 — 1 самолёт
- Boeing 767 — 3 самолёта
- Boeing 777-200 — 11 самолётов
- Douglas DC-8 — 15 самолётов
- Lockheed L-1011 TriStar — 1 самолёт

### Другой флот
Air India Express имеет собственный флот из 23 Boeing 737-800.
Alliance Air имеет флот из 17 самолётов: 3 ATR 42-300 и 14 ATR 72-600.

### Ливрея
Главные цвета ливреи Air India — красный и белый. Нижняя часть самолёта имеет металлический цвет. В верхней части самолёта красным цветом на белом фоне с разных сторон написано название авиакомпании. Название написано на деванагари и на английском. Вокруг иллюминаторов красные арки, что соответствует слогану «Ваш дворец в небе», который написан в задней части самолёта. Самолёты носят имена индийских королей, правителей, городов и штатов Индии. Хвост окрашен в основном в красный цвет, на нём надпись на деванагари с одной стороны и на английском языке — с другой.

Талисман Air India — «Магараджа»

В январе 2007 Air India обновила ливрею, сделав арки Раджастана вокруг иллюминаторов несколько меньше. Кроме того, двигатель окрашен в красный цвет, а изображение кентавра теперь золотого цвета, находится на хвосте и на двигателе. Эту ливрею можно увидеть на первом Boeing 777-237LR (VT-ALA).

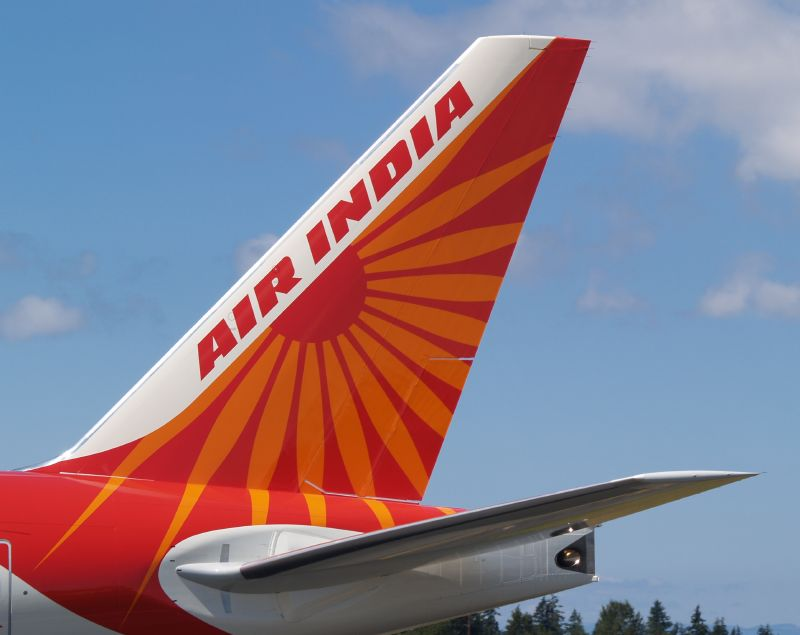
Boeing 777 Air India в новой ливрее

15 мая 2007 Правительство объявило о введении новой ливреи. Новый дизайн совместил элементы ливрей Air India и Indian Airlines. Новая ливрея была представлена 17 июля 2007 года на новом Boeing 777-222 в то время, когда Air India и Indian Airlines стали одной авиакомпанией. Старый флот обеих авиакомпаний будет со временем перекрашен в новую ливрею.
Эмблема новой авиакомпании — летящий лебедь с изображением Корнак Чакра. Летящий лебедь — адаптированная эмблема Air India, кентавр, а Корнак Чакра напоминает об эмблеме Indian Airlines. Новая эмблема изображена на хвосте самолёта. Корнак Чакра изображён на двигателях. «Летящий лебедь» изображён красным цветом, «Корнак Чакра» — оранжевым.
Базовым цветом новой ливреи стал цвет слоновой кости, однако красные элементы ливреи Air India были сохранены. Параллельные красная и оранжевые полосы в новой ливрее идут от первой до последней двери. Название «Air India» написано на хвосте самолёта.

### Реструктуризация флота
В рамках финансовой реструктуризации Air India продала пять из восьми своих самолётов Boeing 777-200LR компании Etihad Airways в декабре 2013 года. По данным авиакомпании, планы по внедрению сверхдлинных рейсов с обслуживанием в Сиэтл, Сан-Франциско и Лос-Анджелес были отменён из-за таких факторов, как высокие цены на топливо и слабый спрос. Полёты Air India в Лос-Анджелес и Сан-Франциско были возобновлены с появлением новых международных направлений. 24 апреля 2014 года Air India объявила тендер на аренду 14 самолётов Airbus A320 на срок до шести лет для укрепления своей внутреннего направления. Air India приобрела 27 самолётов Boeing 787-8 для укрепления международного направления.

## Кодшеринговые соглашения
По состоянию на май 2020 года Air India имеет кодшеринговые соглашения со следующими авиакомпаниями:
- Air Astana
- Air Austral
- Air Canada
- Air India Express
- Air Seychelles
- Avianca
- Croatia Airlines
- SriLankan Airlines
- Fiji Airways
- LOT Polish Airlines
- Myanmar Airways International
- Royal Brunei Airlines
- EgyptAir
- Ethiopian Airlines
- EVA Air
- Hong Kong Airlines
- Lufthansa
- Malaysia Airlines
- Singapore Airlines
- Swiss International Airlines
- Thai Airways International
- Turkish Airlines
- TAP Air Portugal

## Сервисы

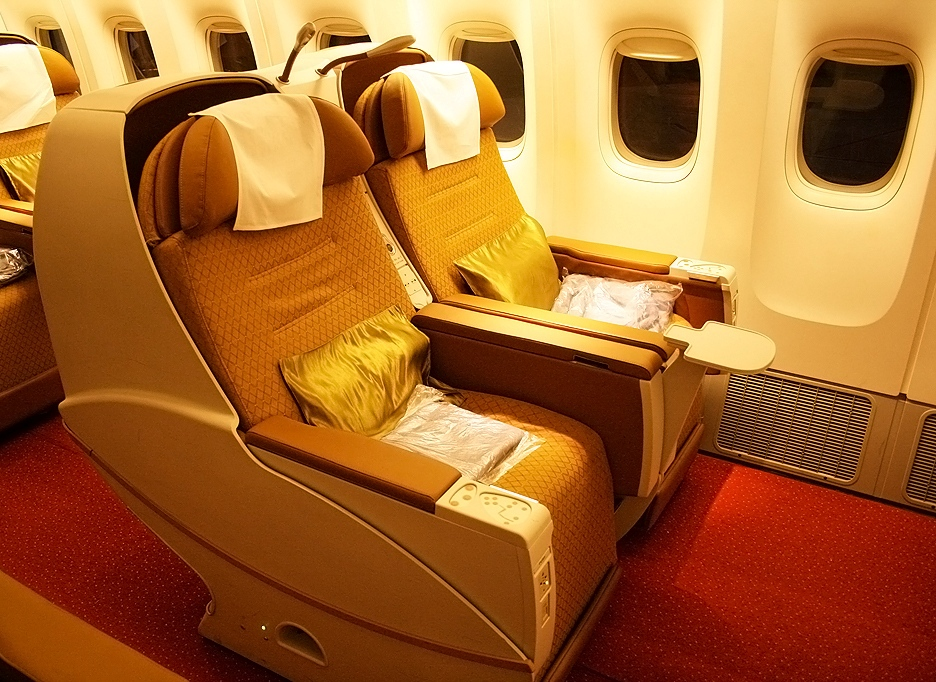
Сидения бизнес-класса на борту Boeing 777-200LR / 777-300ER

### Салон самолёта
Boeing 777-200LR / 777-300ER и Boeing 747-400, эксплуатируемого на дальних рейсах находятся в конфигурации в три класса (первый, бизнес, эконом). Самолёты Boeing 787 Dreamliner и Airbus A321 имеют конфигурацию двух классов. Самолёты Airbus A320, выполняемые на внутренних и ближних международных рейсах, имеют либо экономичную конфигурацию, либо конфигурацию с двумя классами. Самолёты Airbus A319 имеют полную экономичную конфигурацию.

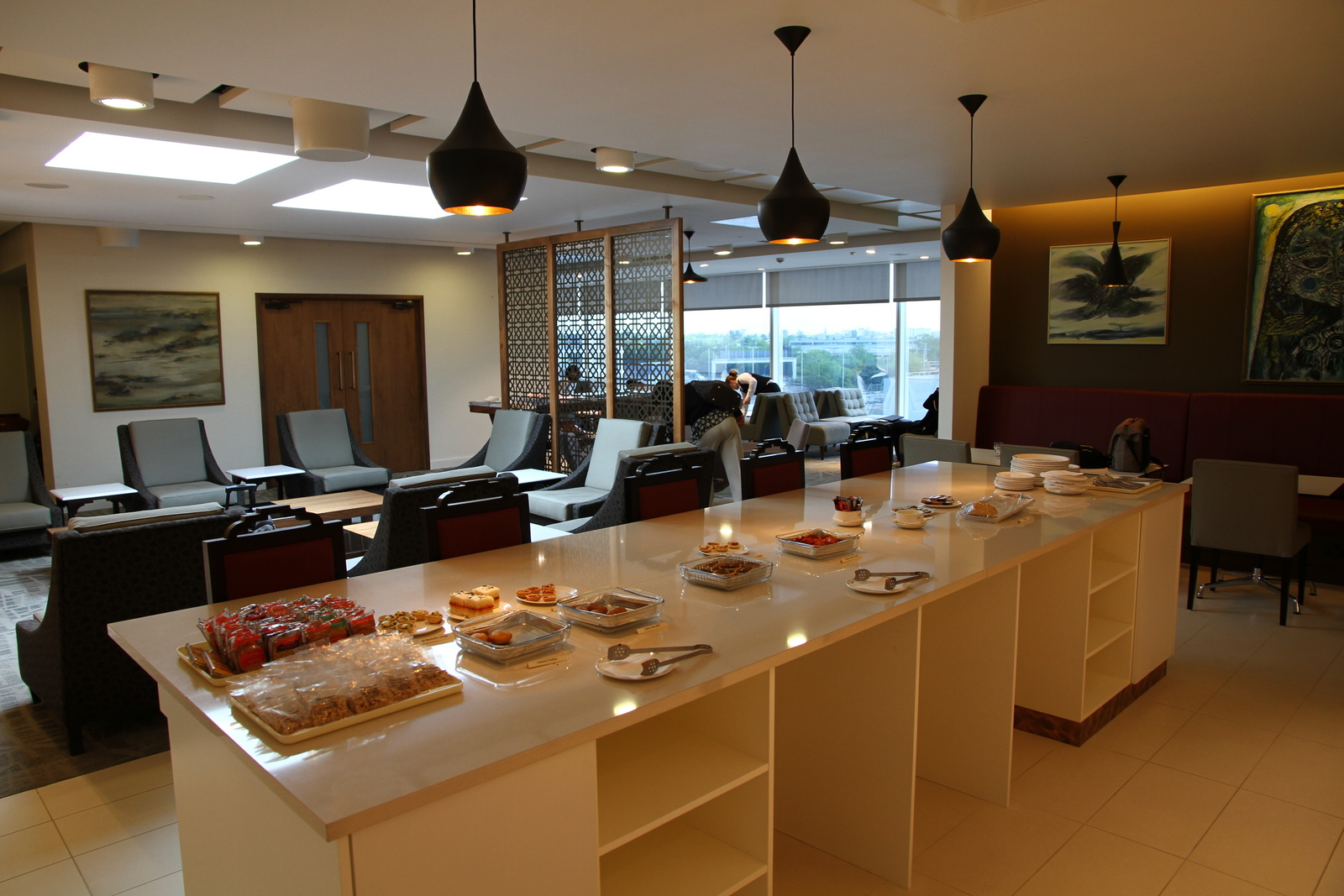
Зал ожидания Air India в лондонском аэропорту Хитроу

### Развлечения на борту
Самолёты Air India оснащены бортовой развлекательной системой Thales i3000. Пассажиры могут выбирать из пяти каналов, транслирующих хинди и английский контент. Самолёты Air India Boeing 777, 747 и 787 также оснащены персональными развлекательными системами. Showtime — официальный развлекательный гид, выпущенный Air India. На борту имеется двуязычный бортовой журнал, издаваемый Air India, на английском и хинди.

### Программа для часто летающих пассажиров
Flying Returns — это программа для часто летающих пассажиров Air India. Баллы могут быть обменены на награды на рейсах некоторых других авиакомпаний.

### Премиум салоны
Премиум салоны используют пассажиры первого и бизнес — класса. Air India разделяет премиум салоны с другими международными авиалиниями в международных аэропортах.

## Авиакатастрофы и инциденты
Со времени начала коммерческих операций с самолётами Air India и её дочерними авиакомпаниями произошло пять авиакатастроф и две террористических атаки. В среднем на один миллион перевезённых пассажиров Air India погибли 6,82 человека.

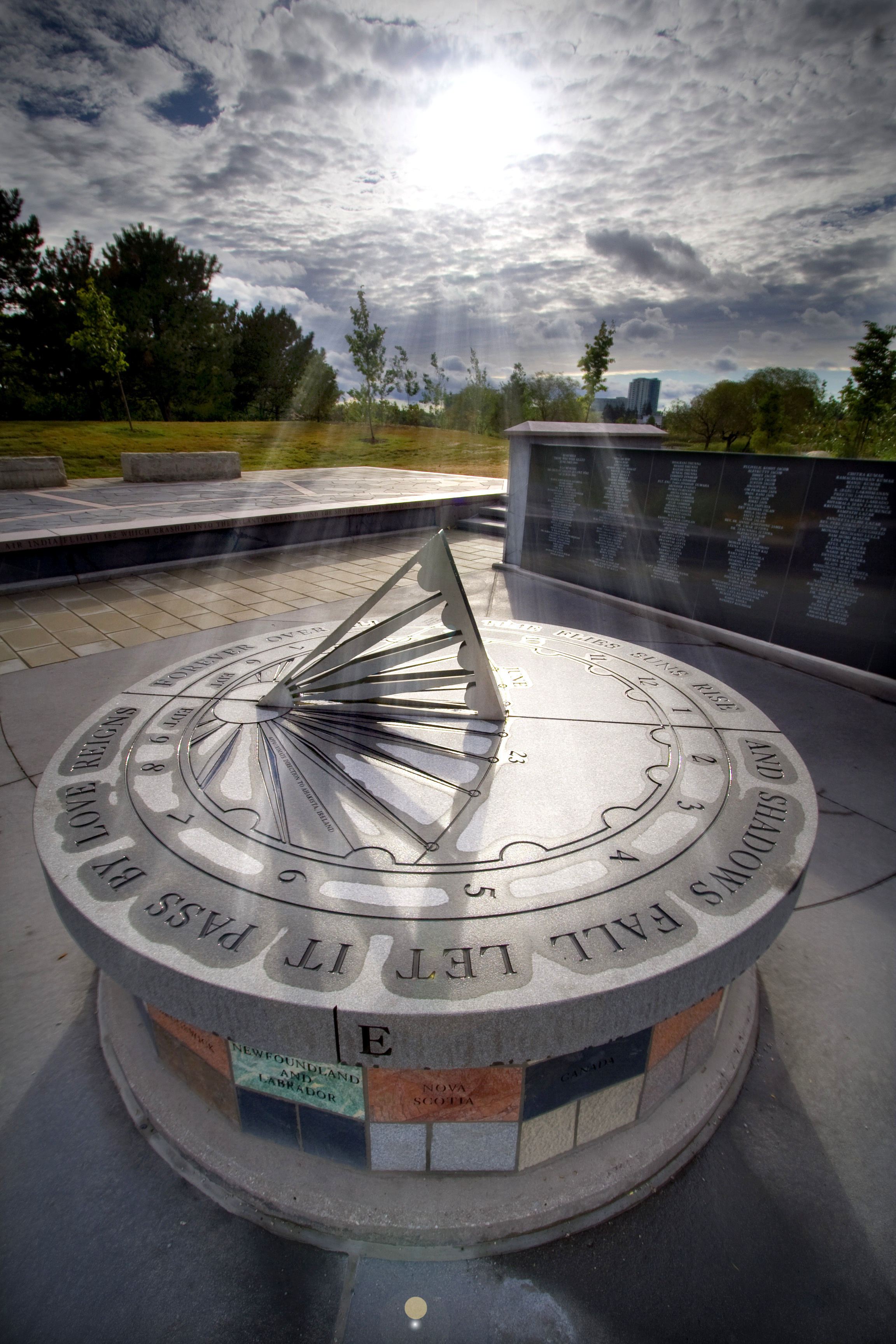
Мемориал жертвам рейса 182 Air India в Торонто, Канада

- Катастрофа L-749 над Южно-Китайским морем. 11 апреля 1955 года Lockheed Constellation Принцесса Кашмира, совершавший рейс 300 Бомбей—Гонконг—Джакарта был взорван террористами. Жертвами теракта стали 16 человек из 19, находящихся на борту. Целью нападения было убийство премьера Госсовета Китая Чжоу Эньлая.
- Катастрофа Boeing 707 на Монблане. 24 января 1966 года борт VT-DMN Канченджунга, совершавший рейс 101, разбился на границе между Францией и Италией, погибли 117 человек, среди которых — известный индийский учёный Хоми Джехангир Баба.
- Катастрофа Boeing 747 под Бомбеем. 1 января 1978 года борт VT-EBD Император Ашока рейс 855 упал в Аравийское море после взлёта из аэропорта Сахар (сегодня Международный аэропорт имени Чатрапати Шиваджи) в Бомбее, погибли все на борту (213 человека; 190 пассажиров, 23 члена экипажа).
- Катастрофа Boeing 707 в Бомбее. 21 июня 1982 года борт VT-DJJ Гури Шанкар, летевший из Куала-Лумпура через Мадрас (сегодня Ченнай) разбился в аэропорту Мумбаи после жёсткой посадки в тяжёлых погодных условиях. Фюзеляж самолёта разорвался. На борту находилось 90 человек. 2 из 12 членов экипажа и 15 из 99 пассажиров погибли[14][15].
- В 07:13 в воскресенье, 23 июня 1985 года, при взрыве в Международном аэропорту Новый Токио (сегодня Международный аэропорт Нарита) в багажном отделении погибли два носильщика, ещё четверо были ранены. Сикхские террористы заложили бомбу в багаж рейса 301, направлявшегося в Бангкок. На борту находились 177 пассажиров.
- Катастрофа Boeing 747 под Корком. 23 июня 1985 года борт VT-EFO Император Канишка рейса 182 Монреаль—Лондон—Дели—Бомбей был взорван во время полёта из багажа у побережья Ирландии. Обломки самолёта упали в Атлантический океан. Все 307 пассажира и 22 члена экипажа на борту погибли[16]. Предположительно данная атака являлась ответом сикхских террористов на атаку правительственных сил на Золотой Храм. После этой катастрофы Air-India приостановила все рейсы в Канаду, которые были заново открыты только через 20 лет, в 2005 году[17].
- Катастрофа Boeing 737 в Мангалуре. 22 мая 2010 года рейс 812 авиакомпании Air-India Express Дубай—Мангалур разбился во время посадки. Одна из версий — ошибки экипажа. В катастрофе чудом выжили 8 человек, большинство из них — с серьёзными ожогами. На борту самолёта находились 160 пассажиров и 6 членов экипажа, подтверждена гибель 158 человек[18].
- 9 марта 2013 года Boeing 777-337ER авиакомпании Air India столкнулся с Airbus A320-232 авиакомпании JetBlue Airways в международном аэропорту Нью-Йорка. Из людей никто не пострадал. Оба самолёта получили повреждения[19].
- Катастрофа Boeing 737 в Кожикоде, штат Керала, Индия. 7 августа 2020 года рейс 1344 авиакомпании Air-India Express совершил жёсткую посадку и выкатился за пределы взлётной полосы аэропорта Каликут. Погибли 18 человек, 137 пострадали.
- Катастрофа Boeing 787 Dreamliner под Ахмадабадом, штат Гуджарат, Индия. 12 июня 2025 года в 13:39 по местному времени рейс 171 авиакомпании Air India потерпел крушение вскоре после вылета[20]. По предварительной версии, крушение произошло из-за того, что стажёр, находившийся в кресле второго пилота, по ошибке дал команду на уборку закрылков вместо шасси, что подтверждается видеозаписями очевидцев. Из-за уборки закрылков самолёт стал терять подъёмную силу на наборе высоты после взлёта, пока не началось неконтролируемое сваливание. На борту находилось 242 человека, из них выжил только 1 человек по имени Вишваш Кумар Рамеш, он был доставлен в больницу. Самолёт упал на городскую застройку, на земле погибло 38 человек, ещё 50 получили ранения.